# 'Ar'ar

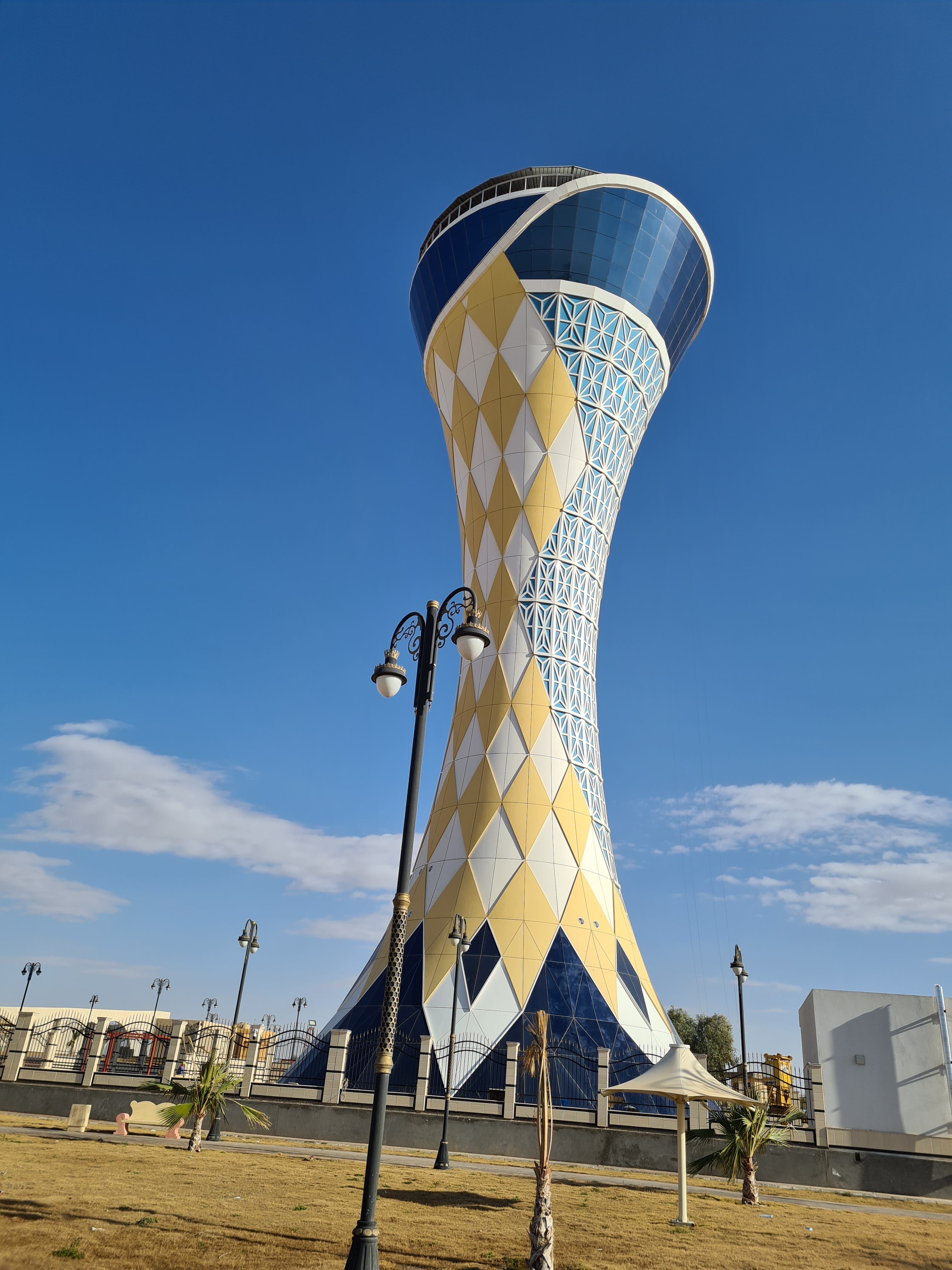

 'Ar'ar is een stad in Saoedi-Arabië en is de hoofdplaats van de provincie Al Hudud ash Shamaliyah.
Bij de volkstelling van 2004 telde 'Ar'ar 145.237 inwoners.